# Elvira Alejandra Quintero
Elvira Alejandra Quintero (Cali, 1960) es una escritora y poeta colombiana.
Su obra poética y literaria irrumpe a finales del siglo XX, con un lenguaje de ruptura con las formas tradicionales del verso, orientado hacia la expresión de la vivencia existencial del ser en su encuentro con la realidad actual y cotidiana. El carácter urbano y existencial de su poesía es un referente en la lectura actual de la ciudad desde la literatura, por lo cual la ha merecido diversos premios y reconocimientos.
Se graduó como Arquitecta y como Magíster en Literatura Colombiana y latinoamericana en la Universidad del Valle (Colombia) y posteriormente como Doctora en Letras en la Universidad Nacional del Sur (Argentina). Ejerce como profesora de Literatura en la Facultad de Ciencias Humanas y Sociales de la Universidad del Cauca. Su tesis de Maestría sobre El pozo, primera novela del escritor uruguayo Juan Carlos Onetti, y de Doctorado sobre ¡Que viva la música!, obra central del escritor colombiano Andrés Caicedo, son investigaciones en semiótica literaria, perspectiva desde la cual la escritora estudia la actual narrativa literaria colombiana.

## Obras
Ensayo
- El viaje, motivo y narración en ¡Que viva la música! - La narrativa literaria de Andrés Caicedo, 2011.
- El pozo de la escritura - Enunciación y Narración en Juan Carlos Onetti, 2009.

Poesía
- Devenir de la ausencia - Obra reunida, 2022.
- Haz que no me pierdan sus palabras - Antología, 2021.
- Ritos de pasaje, 2020.
- Intemperies - Antología, 2018.
- Viento - Antología, 2017.
- 5000 kilómetros al sur, 2013.
- Memorias de Alejandrina (enlace roto disponible en Internet Archive; véase el historial, la primera versión y la última)., 2011
- Los nombres de los días, 2008.
- La mirada de sal, 2005.
- La ventana - Cuaderno de Ana Ríos, 2003.
- La noche en borrador, 2000.
- Hemos crecido sin derecho, 1982.

## Reconocimientos
- Premio de poesía Antonio Llanos por el libro Hijos de los sueños, Cali, 1984.

- Premio Nacional de Poesía Ciudad de Chiquinquirá por el libro La noche en borrador, Colombia, 1999.

- Premio de Poesía Jorge Isaacs por el libro La mirada del sal, Secretaría de Cultura del Valle del Cauca, Cali, 2004.

- Finalista en el Premio Nacional de Poesía del Ministerio de Cultura de Colombia por el libro La noche en borrador, Bogotá, Colombia, 1998.

- Finalista en el Primer Certamen Internacional de poesía Juan Crisóstomo Lafinur del  Museo de la Poesía Juan Crisóstomo Lafinur   por el poemario Panorama ciego, La Carolina - San Luis, Argentina, 2010.